# Land Grabbing
Land Grabbing (auch Landgrabbing; deutsch „Land-Ergreifen“) ist ein Anglizismus für die [illegitime oder illegale] Aneignung von Landflächen, zuvorderst Agrarflächen oder agrarisch nutzbaren Flächen, oft durch wirtschaftlich oder politisch durchsetzungsstarke Akteure.

## Allgemeines
Land Grabbing kann durch Inländer oder Ausländer, Kleinbauern oder Großgrundbesitzer, Konzerne, Staatsbedienstete oder Privatpersonen, Investoren und Finanzexperten insbesondere bei Spekulationsobjekten erfolgen. Für die illegale Form existiert ebenfalls der deutsche Begriff Landraub.
Als Land Grabbing werden im deutschen Sprachraum geschäftliche Transaktionen kritisiert, bei denen Regierungen oder Unternehmen auf fremden Staatsgebieten, vor allem in Entwicklungs- oder Schwellenländern, große Ländereien erwerben. Auch der, rechtlich nicht beanstandete, Aufkauf großer Ländereien in Ostdeutschland wird in populären Beiträgen als Landgrabbing bezeichnet. Zum Teil sollen die Investitionen in (Agrar)land helfen, die Nahrungsmittelversorgung zu sichern. Häufig geht es aber auch nur um die profitablere Herstellung von Nahrungsmitteln oder anderen Agrargütern für den Verkauf auf dem Weltmarkt oder um Bodenspekulation.

## Geschichte
Eine der geschichtlich bedeutendsten Aneignungen von Land in der jüngeren Geschichte erfolgte im 19. und frühen 20. Jahrhundert auf dem Gebiet der heutigen Vereinigten Staaten von Amerika. In verschiedenen Phasen erwarben dort bäuerliche Siedler, aber in großem Umfang auch Spekulanten und industrielle Interessenten viele Millionen Hektar Land. Grundlage war u. a. der Homestead Act von 1862. Etwa seit Beginn der 1930er Jahre wird darüber geforscht, inwieweit es sich hier um eine zumindest illegitime Aneignung – eben ein land-grabbing – gehandelt haben könnte.
Die illegale Aneignung von Land wurde im indischen Bundesstaat Andhra Pradesh Anfang der 1980er Jahre als schwerwiegendes Problem erkannt. 1982 wurde der Land Grabbing (Prohibition) Act verabschiedet. Unter Strafe steht die illegale Aneignung von Land – egal wo und von wem. Die oft gewaltsame Aneignung von Land ist auch im benachbarten Bangladesch ein verbreitetes Phänomen, das meist von einflussreichen Inländern ausgeht.
In den vergangenen Jahrzehnten wurde der Landerwerb in Entwicklungsländern in erster Linie durch private Gewinnmotive geprägt. Meist lag der Schwerpunkt auf hochwertigen landwirtschaftlichen Exportprodukten (siehe auch Cash Crops), nicht auf der Erzeugung von Grundnahrungsmitteln. Später begannen Regierungen, Land im Ausland zu erwerben, diesmal mit dem Ziel der Ernährungssicherung der eigenen Bevölkerung, insbesondere seit der Nahrungsmittelpreiskrise 2007–2008, oder um nachwachsende Rohstoffe zur Produktion von Biokraftstoff anzubauen. Vor allem Länder mit knappen Land- und Wasserressourcen und ausreichendem Kapital, wie z. B. die Golfstaaten und (bis zum Umsturz) Libyen, sind heute bedeutende Akteure auf diesem Markt. Hinzu kommen Länder mit großen Bevölkerungen wie China, Südkorea und Indien. Die Investitionen finden meist in Entwicklungsländern mit niedrigen Produktionskosten und weniger knappen Land- und Wasserressourcen statt.
In Ergänzung zur öffentlichen Debatte um den Erwerb großer Ländereien durch Staaten und Großunternehmen in Afrika wird gelegentlich betont, dass auch in Afrika land grabbing nicht ausschließlich von staatlichen Akteuren und ausländischen Investoren betrieben werde, sondern mittlerweile everybody’s business geworden sei.

## Ausländischer Landerwerb in Entwicklungsländern

### Beispiele
Im Januar 2009 wurde bekannt, dass Katar 40.000 Hektar in Kenia erworben hat. Nach Medienberichten im Januar 2010 soll China in der Demokratischen Republik Kongo 2,8 Millionen Hektar Land erworben haben, um die größte Ölpalmenplantage der Welt aufzubauen, während Äthiopien bis Ende 2009 bereits 600.000 Hektar Land an ausländische Investoren verpachtet hatte. In Madagaskar sollen die Verhandlungen mit der Daewoo Logistics Corporation über den Kauf von 1,3 Millionen Hektar Land für den Anbau von Mais und Ölpalmplantagen bei den politischen Konflikten eine Rolle gespielt haben, die 2009 zum Sturz der Regierung führten.
Die internationale Entwicklungsorganisation Oxfam schätzt, dass in Entwicklungsländern seit 2001 über 220 Millionen Hektar Land von ausländischen Investoren aufgekauft wurde oder gepachtet wird. Nach Angaben der Welthungerhilfe bleibt erworbenes Land oft unproduktiv: es liegt isoliert, die ökologischen, sozialen, wirtschaftlichen, politischen und/oder bürokratischen Voraussetzungen sind oft zu schwierig.

### Beurteilung
Der Agrarökonom Harald von Witzke hält es grundsätzlich für richtig, dass gerade in armen Ländern investiert werde, da die landwirtschaftliche Produktivität dringend steigen müsse und neues Agrarland kaum mehr zu erschließen sei. Das ausländische Kapital ermögliche Technologietransfer und Zugang zu neuen Märkten. Nachteilig für die Investoren sei, dass ihre Verträge aufgrund unsicherer Eigentumsrechte bei einem Machtwechsel an Gültigkeit verlieren könnten. Nach einem Bericht des UNO-Sonderberichterstatters für das Recht auf angemessene Ernährung, Olivier De Schutter, können großflächige Investitionen einen Beitrag zur Realisierung des Rechts auf Nahrung leisten, wenn einige institutionelle Bedingungen erfüllt werden, wie Information, Zustimmung und Einbeziehung der lokalen Bevölkerung. Auch der Bildungs- und Gesundheitssektor sowie der Arbeitsmarkt kann in den betreffenden Ländern von den Investitionen profitieren. Laut Joachim von Braun (IFPRI) hat der Landerwerb in Entwicklungsländern das Potential, dringend benötigte Investitionen in Landwirtschaft und ländliche Entwicklung zu bringen. Auf der anderen Seite gebe es Bedenken hinsichtlich der Auswirkungen auf Arme, deren Zugang zu Land gefährdet sei.
Hans-Heinrich Bass (Institute for Transport and Development, Bremen) weist darauf hin, dass das von Regierungen verpachtete Land oft kein Niemandsland sei, sondern Teil traditioneller Landnutzungssysteme, für die es selten einklagbare Eigentumsrechte gebe. Oft gebe es keine hinreichenden Entschädigungen und für die Befriedigung des lokalen Bedarfs stehe weniger Fläche zur Verfügung. Auch die Wassernutzung könne zum Problem werden, wenn umliegende Regionen weniger Wasser erhielten.
Gemäß Jacques Diouf, dem Generaldirektor der Ernährungs- und Landwirtschaftsorganisation (FAO), stellt sich die Frage, ob solche Entwicklungen nicht zu einer Form von Neokolonialismus führen.
Laut dem GIGA German Institute of Global and Area Studies legen erste Forschungsergebnisse nahe, dass ausländische Großagrarinvestitionen sowohl positive, z. B. wichtige landwirtschaftliche Investitionen, als auch negative Auswirkungen, wie mangelnde Zugriffsrechte auf Land für die betroffene Region und deren Bevölkerung, zur Folge haben können. Daher sei weder eine ausschließlich positive Bewertung noch eine grundsätzliche Ablehnung ausländischer Agrarinvestitionen sinnvoll. Vielmehr seien die Rahmenbedingungen, die der ausländischen Agrarinvestition zu Grunde liegen, wie Transparenz der Vergabepraxis, wichtige Elemente.

## Land Grabbing in Europa
Nach einer Untersuchung der FIAN ist die Dynamik der Konzentration von Land in Europa mit der Situation in Afrika, Asien und Lateinamerika vergleichbar. Besonders betroffen sind die neuen Mitgliedsstaaten der Europäischen Union (EU): Rumänien, Ungarn und Bulgarien, aber auch die Ukraine. In Deutschland, Italien und Spanien sind ähnliche Entwicklungen festzustellen. In Ostdeutschland geht, laut der TAZ, das Landgrabbing „ungebremst weiter“ und das „trotz aller Kritik“. Äcker und Wiesen gelangen in die Hände von ortsfremden Großinvestoren und die Behörden schauen meist untätig zu. Während es in den erstgenannten wirtschaftlich schwächeren Ländern oft ausländische Investoren sind, die ganze Ländereien kaufen, sind es bei den wohlhabenderen Ländern meist einheimische Kapitalgeber wie Banken und Versicherungen. Für Rumänien wurde nachgewiesen, dass die Konzentration der landwirtschaftlichen Fläche mit einer Verschlechterung des Lebensstandards der einheimischen Bevölkerung verbunden ist.
Begünstigt wird diese Entwicklung durch die flächenabhängigen Förderrichtlinien der EU.

## Folgen
Waldverlust zählt zu den großen Problemen der Menschheit. Nach Angaben der Food and Agricultural Organization of the United Nations ist dieser unter anderem durch Armut, Landgrabbing und starkes Bevölkerungswachstum in den betroffenen Regionen bedingt.

## Rezeption

### Film
- Landraub, Regie, Produktion: Kurt Langbein (österreichischer Filmemacher, Wissenschaftsjournalist und TV-Produzent), 95 Minuten, Kinodokumentation[23][24]